# Lucas Jidenius
Lucas Jidenius, född 4 juni 1999 i Stockholm, är en svensk före detta professionell ishockeyspelare som spelar för Visby/Roma HK i Hockeyettan. Hans moderklubb är Stocksunds IF.